# Maszkowice (Łódź)
Pour l’article homonyme, voir Maszkowice (Petite-Pologne).
Maszkowice est une localité polonaise de la gmina d'Ozorków, située dans le powiat de Zgierz en voïvodie de Łódź.